# Національна Рада Оборони НДР

Прапор голови Національної ради оборони НДР

Національна рада оборони НДР (нім. Nationaler Verteidigungsrat der DDR NVR) — вищий державний орган НДР з питань оборони країни та планування мобілізації. Створений 1960 року. До його складу входили керівні члени СЄПН і так званих воєнізованих органів НДР.

## Історія
Згідно з Конституцією НДР 1968 року Рада була керівним органом держави, наділеним необмеженими законодавчими та виконавчими повноваженнями в разі оборони країни.
Попередниця Національної ради оборони НДР, Комісія з безпеки, зібралася на своє перше засідання 6 липня 1954.
У 1960 Комісія з безпеки була перетворена на Національну раду оборони, положення про яку 12 вересня 1960 було внесене до Конституції НДР. Національна рада оборони закріплювала внутрішньопартійні керівні політичні позиції Вальтера Ульбріхта. До складу Національної ради входили: голова (Вальтер Ульбріхт, пізніше Еріх Гонеккер) і не менше 12 членів Ради, які входили до СЄПН і в більшості були членами політбюро ЦК СЄПН.
У підпорядкуванні Національної ради оборони перебували окружні і районні управління, головами яких своєю чергою були перші секретарі окружних і районних комітетів партії. Голова НСО призначався Народною палатою за пропозицією президента (з жовтня 1960 — Державною Радою), інші члени призначалися президентом.
У грудні 1989 всі члени НСО були відправлені у відставку і більше на їх місце ніхто не призначався. Після возз'єднання Німеччини в 1990 колишні члени Національної ради оборони НДР піддалися судовому переслідуванню за віддачу наказу стріляти у втікачів з НДР біля Берлінського муру.